# Limstensgruvornas naturreservat
Limstensgruvornas naturreservat är ett naturreservat i Lekebergs kommun i Örebro län.
Området är naturskyddat sedan 2022 och är 17 hektar stort. Reservatet ligger nordväst om Mullhyttan och består kalkbarrskog, rikkärr och lämningarna från en gruva.